# Воля-Старицька

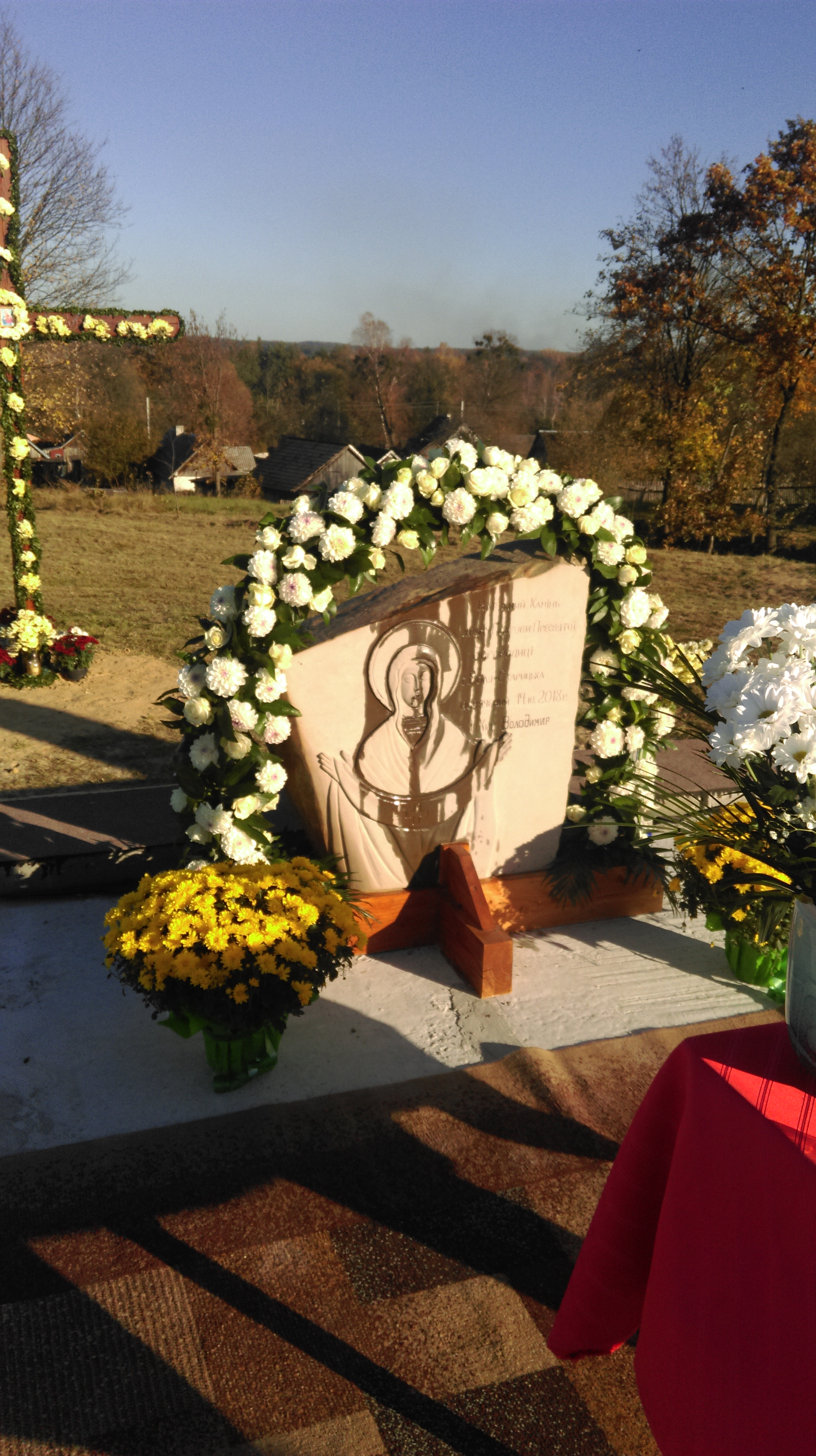
14 жовтня 2018 р. преосвященніший владика Володимир Груца освятив наріжний камінь храму Покрови Пресвятої Богородиці

Во́ля-Стари́цька — село в Україні, у Новояворівській міській територіальній громаді Яворівського району Львівської області. Населення становить 280 осіб (2001).
14 жовтня 2018 р. преосвященніший владика Володимир Груца освятив наріжний камінь храму Покрову Пресвятої Богородиці..